# ناحیه ادامز، شهرستان مونرو، اوهایو
ناحیه ادامز، بخش مونرو، اوهایو (به انگلیسی: Adams Township, Monroe County, Ohio) در ایالات متحده آمریکا است که در اوهایو واقع شده‌است.

## خصوصیات
ناحیه ادامز ۵۸٫۲ کیلومترمربع مساحت و ۶۲۵ نفر جمعیت دارد و ۲۲۸ متر بالاتر از سطح دریا واقع شده‌است.